# Белль, Тиа-Адана
Тиа-Адана Джена Белль (англ. Tia-Adana Djena Belle; род. 16 июня 1996 или 15 июня 1996, Приход Сент-Джордж) — барбадосская легкоатлетка, специалистка по барьерному бегу. Выступает за сборную Барбадоса по лёгкой атлетике с 2011 года, обладательница серебряной медали юношеского чемпионата мира, многократная призёрка CARIFTA Games, участница летних Олимпийских игр в Рио-де-Жанейро.

## Биография
Тиа-Адана Белль родилась 15 июня 1996 года в приходе Сент-Джордж, Барбадос.
Впервые заявила о себе в лёгкой атлетике на международном уровне в сезоне 2011 года, когда вошла в состав барбадосской национальной сборной и как юниорка выступила на CARIFTA Games в Монтего-Бэй, где стала седьмой в беге на 400 метров и выиграла серебряную медаль в эстафете 4 × 400 метров.
В 2012 году на CARIFTA Games в Гамильтоне была четвёртой в индивидуальном беге на 400 метров и третьей в эстафете, тогда как на юниорском чемпионате Центральной Америки и Карибского бассейна в Сан-Сальвадоре получила серебро в беге на 400 метров и в беге на 400 метров с барьерами.
В 2013 году на CARIFTA Games в Нассау взяла бронзу в 400-метровом барьерном беге и серебро в эстафете 4 × 400 метров. На юношеском мировом первенстве в Донецке с результатом 58,42 финишировала второй в барьерном беге на 400 метров и завоевала серебряную медаль.
В 2014 году в барьерном беге на 400 метров одержала победу на юниорском чемпионате Центральной Америки и Карибского бассейна в Морелии, в то время как на юниорском мировом первенстве в Юджине не смогла пройти дальше предварительного квалификационного этапа.
В 2015 году в той же дисциплине выиграла бронзовую медаль на юниорском панамериканском чемпионате в Эдмонтоне, стартовала на чемпионате NACAC в Сан-Хосе, бежала эстафету 4 × 400 метров на Панамериканских играх в Торонто.
На молодёжном чемпионате NACAC 2016 года в Сан-Сальвадоре добавила в послужной список награду бронзового достоинства. Выполнив олимпийский квалификационный норматив, удостоилась права защищать честь страны на летних Олимпийских играх в Рио-де-Жанейро — в программе бега на 400 метров с барьерами на предварительном квалификационном этапе показала результат 56,68 и в следующую полуфинальную стадию соревнований не вышла.
После Олимпиады в Рио Белль осталась действующей спортсменкой на ещё один олимпийский цикл и продолжила принимать участие в крупнейших международных стартах. Так, в 2017 году она отметилась выступлением в 400-метровом барьерном беге на чемпионате мира в Лондоне.
В 2018 году стартовала на Играх Содружества в Голд-Косте и Играх Центральной Америки и Карибского бассейна в Барранкилье, заняла восьмое место на чемпионате NACAC в Торонто.
В 2019 году была пятой на Панамериканских играх в Лиме, участвовала в чемпионате мира в Дохе.